# Thorndale (Texas)
Thorndale é uma cidade localizada no estado norte-americano de Texas, no Condado de Milam e Condado de Williamson.

## Demografia
Segundo o censo norte-americano de 2000, a sua população era de 1278 habitantes.
Em 2006, foi estimada uma população de 1328, um aumento de 50 (3.9%).

## Geografia
De acordo com o United States Census Bureau tem uma área de
2,5 km², dos quais 2,5 km² cobertos por terra e 0,0 km² cobertos por água. Thorndale localiza-se a aproximadamente 151 m acima do nível do mar.

## Localidades na vizinhança
O diagrama seguinte representa as localidades num raio de 32 km ao redor de Thorndale.